# Jaime Carvajal y Urquijo
Jaime Fernando Carvajal y de Urquijo (Llodio, España; 9 de junio de 1939), v marqués de Isasi y marqués consorte de Hoyos, es un economista, abogado y aristócrata español con una extensa carrera profesional como financiero, emprendedor, empresario, inversor y filántropo.  

## Biografía y trayectoria profesional
Nacido en 1939, Jaime Carvajal Urquijo es licenciado en Derecho por la Universidad Complutense de Madrid y máster en Economía por la Universidad de Cambridge. Desde 1948 se educó junto a Juan Carlos de Borbón, futuro rey de España, en un pequeño colegio concebido para el entonces joven príncipe. Obtuvo el Premio Nacional de Bachillerato. En 1963 empezó a trabajar en el Banco Urquijo del que sería nombrado presidente en 1978. Durante la legislatura constituyente (1977-1979), fue senador por designación real, siendo además uno de los firmantes de la Constitución española de 1978.  
En 1980 y tras las primeras elecciones democráticas en España desde la Segunda República, fue invitado a formar parte de la Comisión Trilateral y, poco tiempo después, se incorporó en el Club Bilderberg como miembro de su Comité Ejecutivo. Sería nombrado presidente activo pero no ejecutivo de Ford España (1981- 2002) de Ericsson España (1995-2011), de ABB España, de Plus Ultra y de Parques Reunidos.  
Entre 1983 y 1988 fue Presidente del Banco Hispano Industrial y en 1988 fundó Iberfomento, una empresa dedicada al capital riesgo y al asesoramiento en fusiones y adquisiciones que años después formalizó una «joint venture» con el banco británico de inversión Kleinwort Benson, a cuyo consejo se incorporaría. En 1995 se convierte en el primer presidente y cofundador del Consejo España-Estados Unidos, una organización civil, privada y respaldada por los gobiernos de ambos países, creada para impulsar la cooperación y los vínculos entre España y Estados Unidos. En 2002 se convirtió en Managing Director & Partner de Advent International, una de las mayores firmas de private equity del mundo. Simultáneamente Carvajal Urquijo sería nombrado Senior Advisor de Morgan Stanley, posición que mantiene en la actualidad.
Estas actividades las ha combinado con responsabilidades como la vicepresidencia de Ferrovial, del Patronato del Museo del Prado, la presidencia de la Orquesta Reina Sofía y con los consejos de Telefónica, Repsol, Unión Fenosa, Abengoa, Asland e Indra Sistemas y de algunas compañías no españolas como SGS Holdings, Kleinwort Benson Group y Dufry.  
En 2014 fue cofundador y primer presidente de la Fundación Endeavor España, una organización global de ayuda a emprendedores de alto impacto con capacidad de crear empleos cualificados, generar beneficios e inspirar a generaciones futuras de emprendedores.  
Jaime Carvajal Urquijo es actualmente patrono de la Fundación Zubiri, patrono de la Fundación Hay Derecho, miembro del Consejo Social de la UNIR, vicepresidente del Instituto de Consejeros-Administradores e inversor y asesor de nuevos emprendedores.  

## Familia
En septiembre de 1962 contrajo matrimonio con Isabel Hoyos Martínez de Irujo, paisajista e intérprete de piano, V marquesa de Hoyos y grande de España, con la que tuvo cuatro hijos: Ana María (1963), Jaime (1964-2020), Victoria (1966) y Luis (1969). Sus padres fueron Isabel Urquijo Landecho y Francisco de Borja Carvajal y Xifré, iv marqués de Isasi y Conde de Fontanar. 

## Distinciones
- Gran Cruz del Mérito Civil
- Orden del Mérito Constitucional
- Comendador de la Orden de la Estrella Polar (Suecia)
- Doctor Honoris Causa por la Universidad Miguel Hernández
- Maestrante de la Real Maestranza de Sevilla